# رود کیلا
رود کیلا (استونیایی: Keila jõgi) رودی در کشور استونی است.
طول این رود ۱۱۶ کیلومتر است و در شهرستان‌های هاریو و رپلا جریان دارد.

## نگارخانه

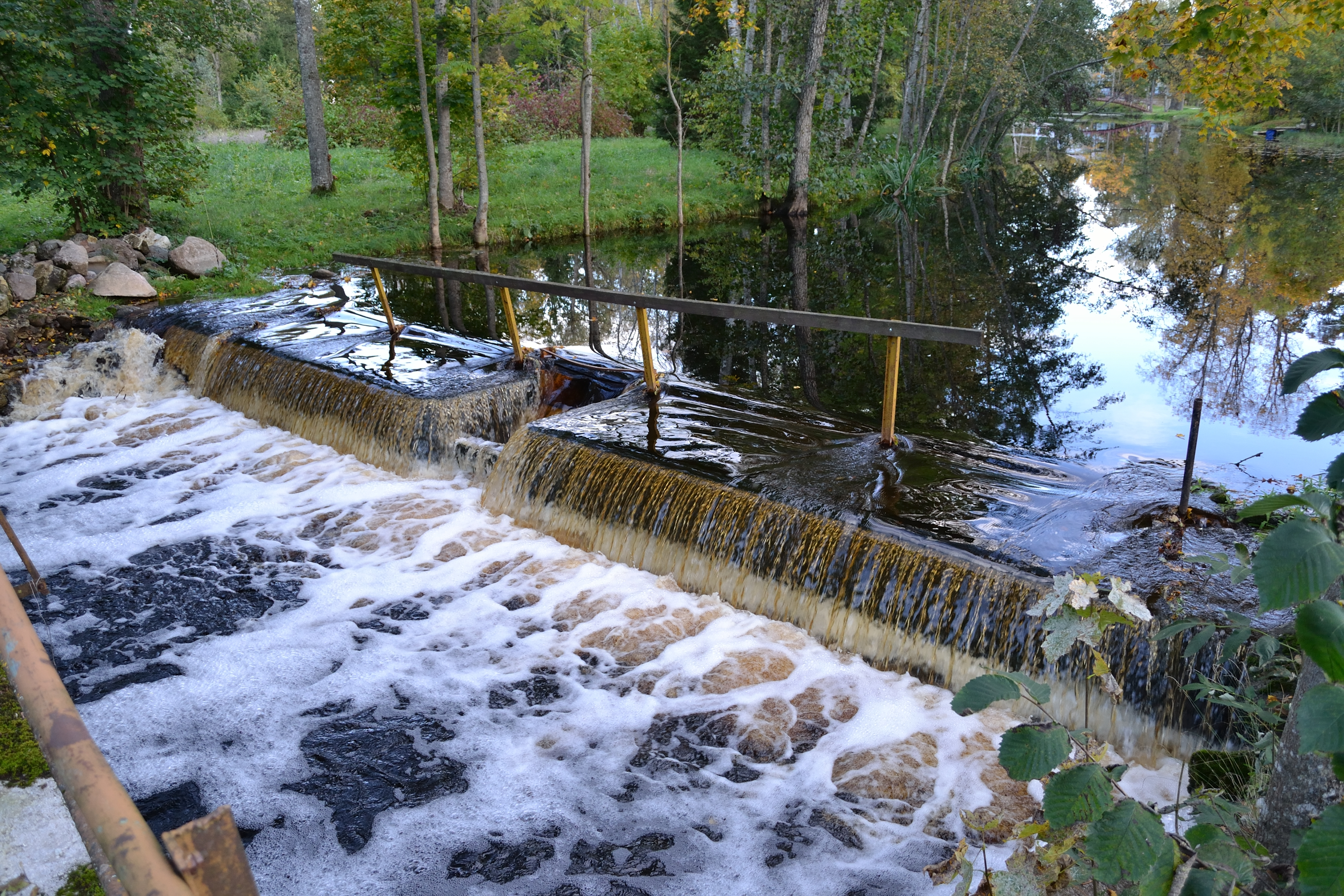
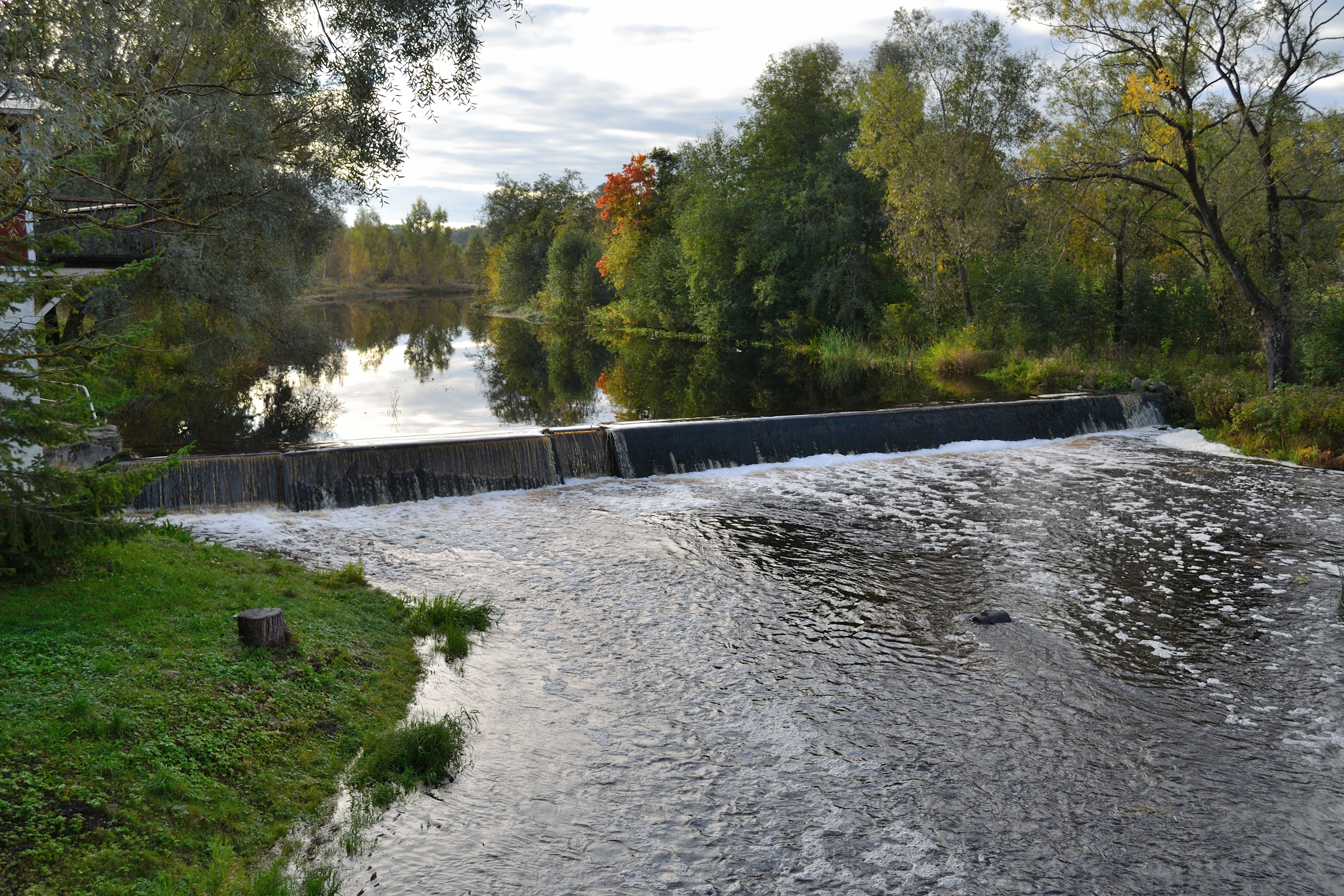
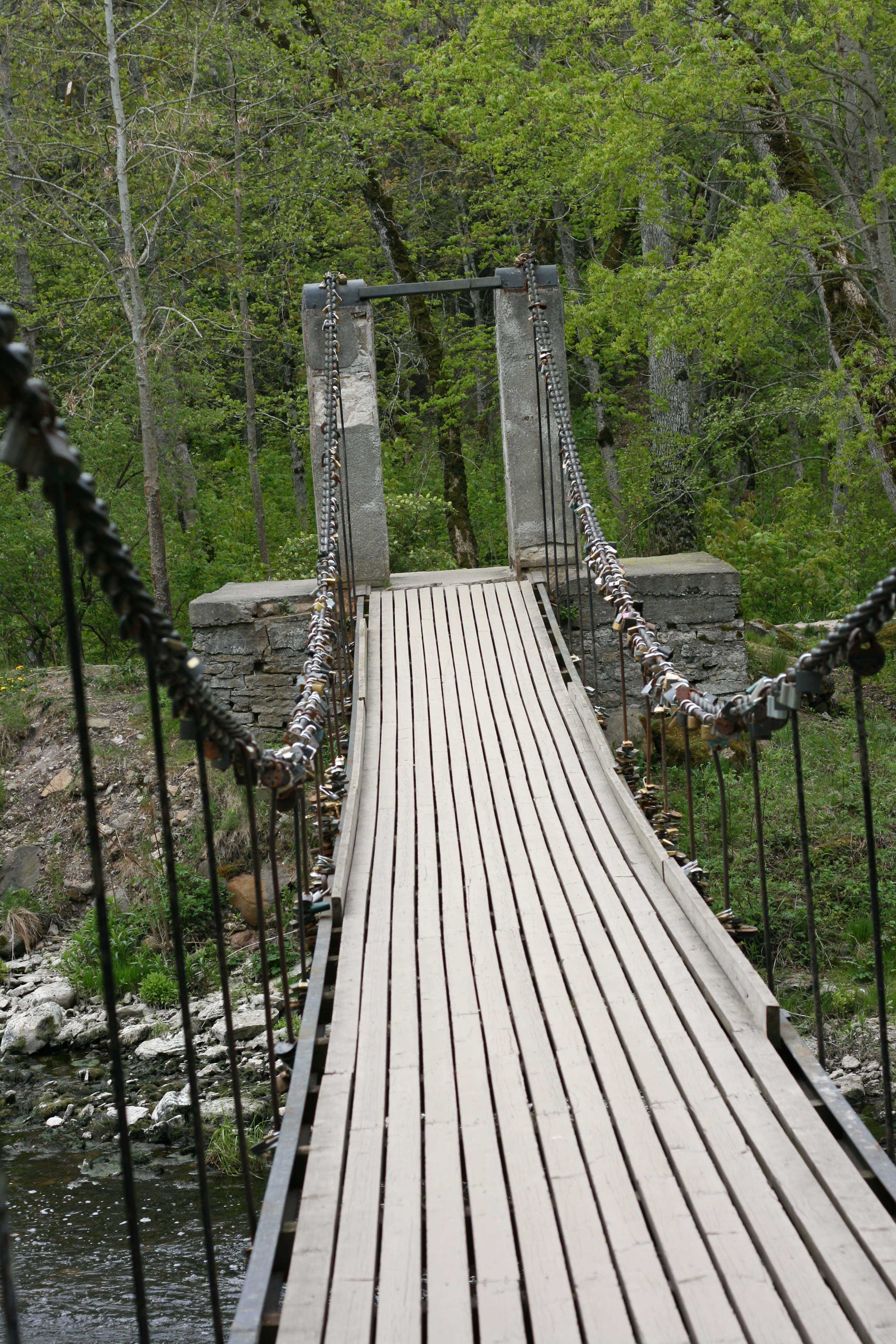
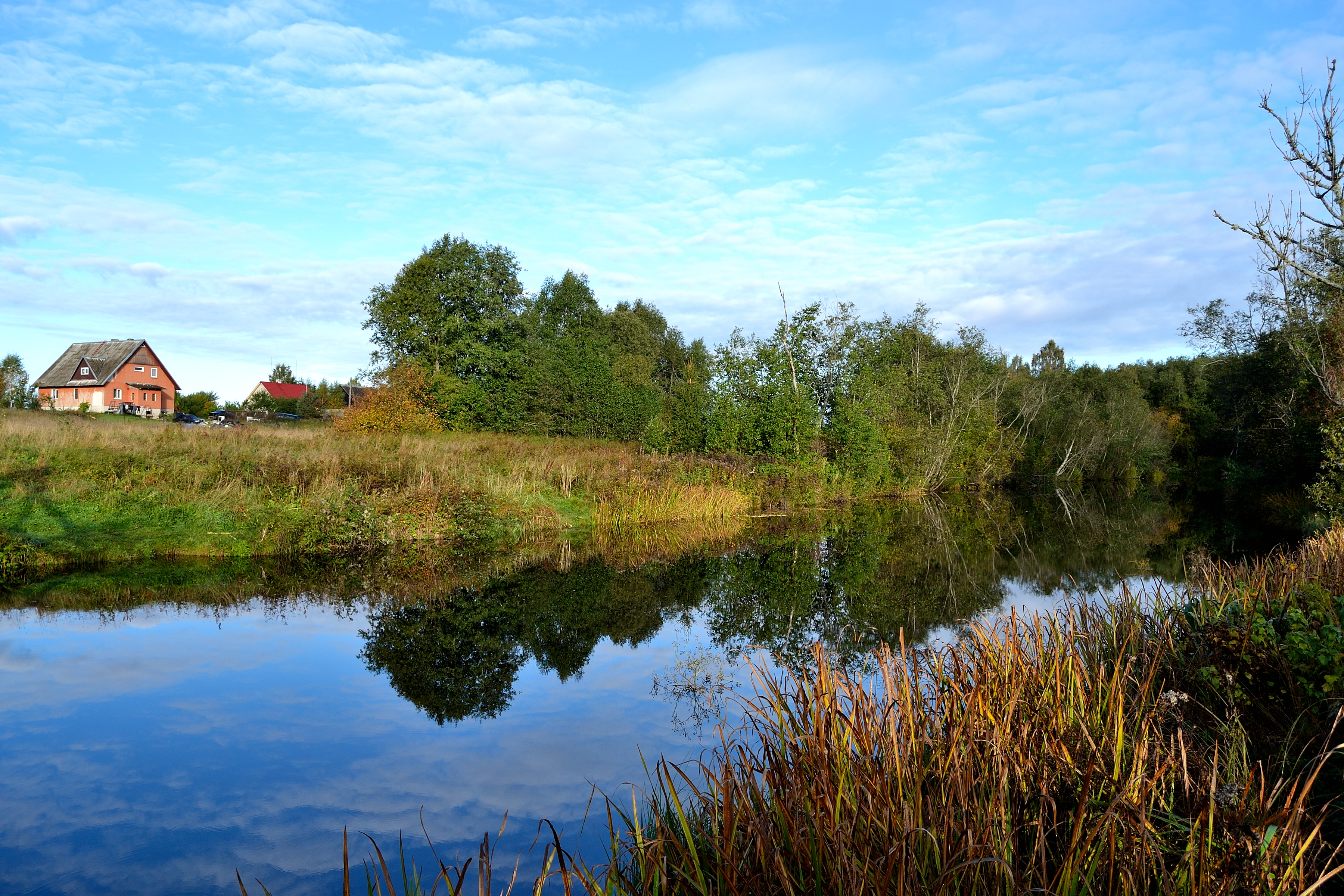